# 松本英一郎
松本 英一郎（まつもと えいいちろう、1932年7月8日 － 2001年6月17日）は、日本の洋画家である。
福岡県久留米市出身、福岡県立明善高等学校から東京芸術大学に進学、卒業時に大橋賞を受ける。独立展を拠点に活動する。東京都立駒場高等学校で教鞭をとり、その後多摩美術大学に転じ、教授職をつとめ、後進の指導に力を注いだ。
風景画を中心に描き、〈平均的肥満体 1965～1970〉〈退屈な風景 1971～1986〉〈さくら・うし 1987～1996〉〈花と雲と牛 1997～2001〉の連作をのこす。
義父は教育学者の石川謙、義兄に石川松太郎がいる。

## 収蔵美術館
青森県立美術館、栃木県立美術館、東京都現代美術館、府中市美術館、多摩美術大学美術館、八王子市夢美術館、青梅市立美術館、佐久市立近代美術館、池田20世紀美術館、愛知県美術館、京都国立近代美術館、広島市現代美術館、高松市美術館、北九州市立美術館、福岡県立美術館、福岡市美術館、久留米市美術館、熊本県立美術館、宇城市不知火美術館、都城市立美術館

## 主な個展
- 『松本英一郎展』1990年6月7日-7月8日 青梅市立美術館[4]
- 『松本英一郎の世界　─退屈な風景・さくら・うし─　』1993年9月1日-11月30日 池田20世紀美術館[5]
- 『松本英一郎 Works 1968-2001』2003年6月15日-6月30日 多摩美術大学美術館[6]
- 『退屈な風景　松本英一郎展』2007年9月24日-11月25日　石橋美術館[7]

## 出版物・画集・著述
- 『初心者のための水彩画入門』松本英一郎（監修）日東書院1978年1月
- 『デザイナーのための精密デッサン(アトリエ 技法シリーズ増刊Ｅ10)』松本英一郎、深澤純子（編）アトリエ出版社1984年2月1日
- 『松本英一郎　作品集　EIICHIRO MATSUMOTO'S WORKS』半七写真印刷工業　1982年5月
- 『日本経済新聞』松本英一郎「雲のある風景　十選」1990年5月29日-6月9日
- 『月刊へら』桃園書房　松本英一郎は魚釣り、特にへら鮒釣りを趣味とした。その関係もあって、断続的に絵と文の連載を担当した。1977-1978年、1982年、1986年シリーズ「スケッチブック」、1989-1991年シリーズ「水の巡礼」、1993-1994年[8]

## テレビ番組
- 「テレビ美術館　松本英一郎　風景─自然と造形の間」フジテレビジョン　1982年10月3日（日）8：30-9：00　放送
- 「美の世界　松本英一郎」日本テレビ　1993年9月18日（土）6：00-　放送
- 「土曜　美の朝　松本英一郎」ＮＨＫ　1995年3月11日（土）6：30-6：52　放送